# دیتلم دورتر
دیتلم دورتر (انگلیسی: Diethelm Ferner؛ زادهٔ ۱۳ ژوئیهٔ ۱۹۴۱) بازیکن فوتبال اهل آلمان است.
از باشگاه‌هایی که در آن بازی کرده‌است می‌توان به باشگاه فوتبال روت‌وایس اسن و باشگاه ورزشی وردر برمن اشاره کرد.
وی همچنین در تیم ملی فوتبال آلمان بازی کرده‌است.